# Gikyode jezik
Gikyode jezik (kyode, chode; ISO 639-3: acd), jedan od jezika sjeverne podskupine guang jezika, šire skupine kwa, kojim u Gani u blizini granice s Togom, govori u devet sela 10 400 ljudi (2003) iz plemena Akyode (Achode).

## Vanjske poveznice
- Ethnologue (14th)
- Ethnologue (15th)